# Brenda
Brenda ist ein weiblicher Vorname englisch-irischen Ursprungs. Die männliche Form lautet Brendan, hergeleitet von Brendanus, der latinisierten Version des irischen Namens Bréanainn, welcher auf Walisisch Prinz bedeutet.

## Namensträgerinnen
- Brenda Bakke (* 1963), US-amerikanische Schauspielerin
- Brenda Blethyn (* 1946), britische Schauspielerin
- Brenda Dean, Baroness Dean of Thornton-le-Fylde (1943–2018), britische Gewerkschafterin und Politikerin
- Brenda Dervin (1938–2022), US-amerikanische Professorin für Kommunikation
- Brenda Fassie (1964–2004), südafrikanische Popsängerin
- Brenda Fowler (1883–1942), US-amerikanische Schauspielerin
- Brenda Fricker (* 1945), irische Schauspielerin
- Shannon (eigentlich Brenda Shannon Greene; * 1958), US-amerikanische Sängerin
- Brenda Hampton (* 1951), US-amerikanische Drehbuchautorin
- Brenda Holloway (* 1946), US-amerikanische Soulsängerin
- Brenda Jones (Leichtathletin) (* 1936), australische Leichtathletin
- Brenda Jones (Politikerin) (* 1959), US-amerikanische Politikerin
- Brenda Lee (* 1944), US-amerikanische Sängerin
- Brenda Marshall (1915–1992), US-amerikanische Schauspielerin
- Brenda Milner (* 1918), britische Psychologin
- Brenda Patterson, US-amerikanische Bluessängerin
- Brenda Payton (1946–1992), US-amerikanische Sängerin
- Brenda Song (* 1988), US-amerikanische Schauspielerin
- Brenda Ann Spencer (* 1962), US-amerikanische Mörderin (I don’t like Mondays)
- Brenda Stauffer, verheiratete Hoffman (* 1961), US-amerikanische Hockeyspielerin
- Brenda Strong (* 1960), US-amerikanische Schauspielerin
- Brenda Vaccaro (* 1939), US-amerikanische Schauspielerin

## Sonstiges
- BRENDA, Braunschweiger Enzymdatenbank
- (1609) Brenda, ein Asteroid des Hauptgürtels
- St. Brendan